# Mesosemia esperanza
Mesosemia esperanza is een vlindersoort uit de familie van de prachtvlinders (Riodinidae), onderfamilie Riodininae.
Mesosemia esperanza werd in 1913 beschreven door Schaus.